# Dick Cohen
Dick Cohen (Amsterdam, 13 oktober 1960) is een Nederlandse musicalster, acteur en zanger. Cohen studeerde tussen 1980 en 1984 aan de Theaterschool Amsterdam, Academie voor Kleinkunst en Nel Roos Balletacademie.

## Musical (selectie)
- 1994: Cyrano de Bergerac (musical) als ensemble
- 1995: Willeke, de musical als ensemble
- 1996/1997 Les Misérables (musical) (Duitsland) als ensemble
- 1997/1998 Annie (musical) als Haantje Hannigan
- 1998/1999 Fiddler on the Roof als Mottel Kemzoil, de kleermaker, de man van Tzeitel
- 1999/2000 Tsjechov (musical) als Petja / Officier / Censor / Revolutionair / Gérant / Badgast / Man
- 2001/2002 Titanic (musical) als Harald Bride
- 2003/2004 The Sound of Music (musical) als Max Detweiler
- 2004/2005 Crazy for You (musical) als Bobby Child
- 2007: Kuifje: De Zonnetempel als Jansen
- 2008/2009 Cabaret (musical) als Clifford Bradshaw
- 2009/2010 Hairspray (musical) als Wilbur Turnblad
- 2012/2013 The Little Mermaid (musical) als Jutter
- 2013/2014 Love Story als Phil Cavilleri
- 2014: De Jantjes (musical) (reprise) als Ome Gerrit
- 2015 Heerlijk duurt het langst als Ton de Vries
- 2016/2018 De gelaarsde kat (doorverwijspagina) als Koning Christiaan, kattenvrouwtje Agatá en molenaar Toon
- 2018/2019 The Addams Family als Henk Beineke
- 2022 Hij Gelooft in Mij als Dhr. Valkenier en vader André
- 2025/2026 Malle Babbe, de Rob de Nijs musical als de Vader van Rob

## Theater
- Cabaret Boemerang, met o.a. Albert Verlinde (1983/1987)
- MUZTheater (1987/1989)
- De Pretfabriek, André van Duin Revue (1990/1991)
- Tijd voor Theater, André van Duin Revue (1991/1993)
- Tonight, Music & Songs of Leonard Bernstein (1993/1994, concert)
- Bernstein Broadway Songbook (2004, concert)
- Musical meets movies in Ahoy (2004)
- La Vie Parisienne (2006, operette)
- Alle dagen feest (2006, liedjesprogramma)
- Schone Schijn (2010/2011, theater)
- Broadway in de Polder (M-lab 2011)
- Wij Nederlanders (2012)
- Een handjevol geluk (2017, liedjesprogramma)
- Vrouwen op de rand van een zenuwinzinking (2019) als verteller
- De Klucht van Sinterklaas (2023)
- Een rits te ver 2.0 (2024) als Norbert

## Stemmen
- Transformers
- SpongeBob SquarePants (Franse verteller e.a.)
- Roary the Racing Car (Italiaanse autoverkoper)
- Bruintje Beer (Daan de Das)
- Animals United (Haan)

## Televisie
- Rol in Willem van Oranje (1983/1984, KRO)
- Rol in Bureau Kruislaan (1992, VARA)
- Gastrol in Goede tijden, slechte tijden (1992, RTL 4)
- Rol in Volgens hem, volgens haar (2002, RTL 4)

## Prijzen
- De Pisuisse-prijs (1984)
- John Kraaijkamp Musical Award in de categorie Beste Mannelijke Bijrol voor zijn rol in Tsjechov (2000)
- Nominatie John Kraaijkamp Musical Award in de categorie Beste Mannelijke Bijrol voor zijn rol in Titanic (2002)
- Nominatie John Kraaijkamp Musical Award in de categorie Beste Mannelijke Hoofdrol voor zijn rol in Crazy for You (2005)
- Winnaar Musical Award in de categorie Beste Mannelijke Bijrol voor zijn rol in Love Story (2015)